# Robert Rauschenberg

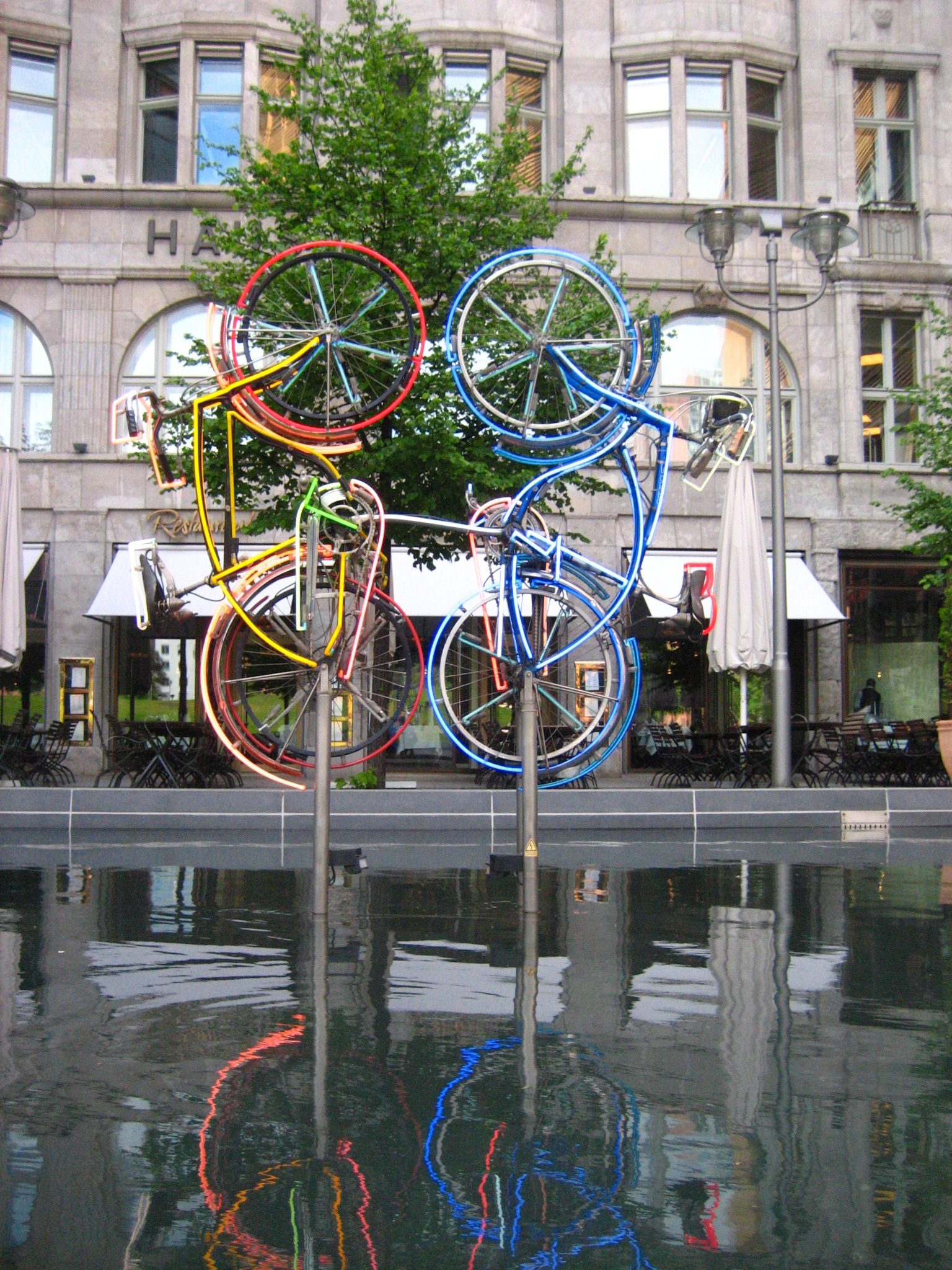
Berlin Tiergarten Rauschenberg

Robert Rauschenberg (22. října 1925 – 12. května 2008) byl americký výtvarník, který se poprvé proslavil v 50. letech 20. století. Často je mu připisována zásluha o umožnění přechodu od abstraktního expresionismu k mediálním rovinám pop artu. Z jeho tvorby jsou zřejmě nejznámější „Kombinace“ z 50. let, ve kterých použil různé druhy netradičních materiálů a vytvořil tak bohatá a netradiční spojení. V „Kombinacích“ byly využity techniky malířské a sochařské; Rauschenberg ale pracuje i s fotografií, tiskem, veřejnou produkcí a s metodou přenášení nakreslených objektů na textilní materiály, známou jako sítotisk. V roce 1964 jako první Američan vyhrál hlavní cenu na Biennale v Benátkách. Žil a pracoval na Floridě.

## Život a tvorba
Narodil se jako Robert Milton Ernest Rauschenberg v Port Arthuru v americkém státě Texas. Studoval na kansaském institutu City Art a na pařížské Julianově akademii; v roce 1948 se pak zapsal na legendární univerzitu Black Mountain v Severní Karolíně, kde se stal žákem německého profesora Josefa Alberse, který byl známou osobností Bauhausu. Právě Albersova přísná kázeň a smysl pro systematičnost inspirovaly Rauschenberga, aby, jak sám řekl, „dělal přesný opak“ toho, co ho Albers učil.
Rauschenbergova raná tvorba často odráží estetický cit jeho přítele, skladatele Johna Cage, rovněž studenta univerzity v Black Mountain, jehož hudba plná náhod a nově nalezených zvuků si dokonale rozuměla s Rauschenbergovou osobností. „Bílé obrazy“, které vytvořil v Black Mountain v roce 1951, nenesly jedinou známku výtvarného snažení a byly prý tak neobyčejně prázdné a reflexivní, že jejich povrch reagoval a měnil se v závislosti na okolním prostředí, ve kterém byly vystavovány, „takže byste skoro mohli říct, kolik lidí je právě v místnosti,“ jak sám Rauschenberg jednou poznamenal. Říká se, že Bílé obrazy měly přímý vliv na Cage, který následující rok složil skladbu bez jediného zvuku a nazval ji 4'33".
V roce 1952 Rauschenberg začal pracovat na sériích „Černých obrazů“ a „Červených obrazů“, ve kterých velké, štětcem natřené barevné plochy nakombinoval s technikou koláže a výsledek ještě doplnil rozličnými předměty, které připevnil na plátno. Tyto takzvané „kombinované malby“ nakonec došly až k používání takových neuměleckých předmětů, jako byla vycpaná koza nebo umělcův postelový přehoz, a setřely tak tradiční hranice mezi výtvarným a sochařským uměním. Jeden malíř abstraktního expresionismu pak údajně poznamenal, že „Pokud je toto moderní umění, tak končím!“ Rauschenbergovy Kombinace se staly inspirací pro generaci umělců hledajících alternativu k tradičním uměleckým prostředkům.
Rauschenbergův přístup je někdy označován za neodadaistický, podobně jako tvorba malíře Jaspera Johnse, se kterým Rauschenberga pojilo dlouhodobé přátelství, a to jak na umělecké, tak i na osobní úrovni. Rauschenbergův často opakovaný výrok, že by chtěl pracovat „ve volném prostoru mezi uměním a životem,“ otevřel diskuzi o rozdílu mezi uměleckými objekty a předměty každodenního života, ne tolik vzdálenou otázkám, které nastolil známý průkopník dadaismu Marcel Duchamp. V té samé době Duchampovo poselství o roli diváka ve vytváření umění opakuje i Johns se svými obrazy číslic, vlajek apod.
Na začátku 60. let Rauschenberg učinil krok úplně opačným směrem, když v konceptu vytváření umění začal prosazovat roli umělce, jakožto toho, kdo určuje, co je umění. V roce 1961 obdržel pozvání k účasti na výstavě v Galerii Iris Clert. Úkolem zúčastněných umělců bylo vytvořit a vystavit portrét majitelky galerie, Iris Clertové. Rauschenbergův příspěvek spočíval v telegramu, ve kterém stálo „Toto je portrét Iris Clertové, pokud řeknu, že to tak je.“
V roce 1962 začal Rauschenberg do svých obrazů zakomponovávat nejen nalezené předměty, ale i obrázky – fotografie přenesené na plátno sítotiskem. Sítotisk byl dříve užíván pouze pro účely reklamy, Rauschenbergovi ale umožnil vícenásobnou reprodukovatelnost obrazů a následně jakési zploštění zkušenosti, která z této mnohonásobnosti vyplývala. V tomto ohledu je jeho tvorba úplně srovnatelná s tvorbou Andyho Warhola, a jak Rauschenberg, tak Johns jsou často uváděni jako důležití předchůdci amerického pop artu.
Roku 1967 Rauschenberg spolu s Billym Klüverem oficiálně zahájili projekt „Experiments in Art and Technology“ (E.A.T.) – (Pokusy v umění a technologii). Šlo o neziskovou organizaci založenou na podporu spolupráce mezi umělci a technickými inženýry.
Rauschenbergova dlouhá kariéra zahrnuje kromě malířství a sochařství i významný přínos do oblasti tiskařství a performance art. V roce 1984 také vyhrál Grammy za design přebalu alba „Speaking in Tongues“ skupiny Talking Heads. V posledních letech tvořil ve svém studiu v Captivě na Floridě.